# Sriram Singh
Sriram Singh Shekhawat (né le 21 juin 1950 à Badnagar) est un athlète indien, spécialiste du 400 et du 800 mètres.

## Biographie
Vainqueur du 800 mètres des Jeux asiatiques de 1974 et 1978, il réalise le doublé 800 m/1 500 m lors des championnats d'Asie de 1975, à Séoul. En 1976, il se classe septième du 800 m lors des Jeux olympiques de Montréal. 
Son record national du 800 m à Montréal ne sera battu par Jinson Johnson qu’en 2018.

### Palmarès
| Date | Compétition         | Lieu     | Résultat | Épreuve | Performance   |
| ---- | ------------------- | -------- | -------- | ------- | ------------- |
| 1970 | Jeux asiatiques     | Bangkok  | 2e       | 800 m   | 1 min 48 s 3  |
| 1973 | Championnats d'Asie | Manille  | 2e       | 800 m   | 1 min 51 s 5  |
| 1974 | Jeux asiatiques     | Téhéran  | 1er      | 800 m   | 1 min 47 s 57 |
| 1975 | Championnats d'Asie | Séoul    | 1er      | 400 m   | 47 s 03       |
| 1975 | Championnats d'Asie | Séoul    | 1er      | 800 m   | 1 min 47 s 8  |
| 1976 | Jeux olympiques     | Montréal | 7e       | 800 m   | 1 min 45 s 77 |
| 1978 | Jeux asiatiques     | Bangkok  | 1er      | 800 m   | 1 min 48 s 8  |

### Records
| Épreuve | Performance        | Lieu     | Date            |
| ------- | ------------------ | -------- | --------------- |
| 800 m   | 1 min 45 s 77 (NR) | Montréal | 25 juillet 1976 |